# Haplostomides gottoi
Haplostomides gottoi – gatunek widłonoga z rodziny Botryllophilidae. Nazwa naukowa tego gatunku skorupiaków została opublikowana w 2008 roku przez japońską zoolog Shigeko Ooishi. 